# 1860-as amerikai elnökválasztás
Az 1860-as amerikai elnökválasztást az Amerikai Egyesült Államok alkotmányának előírása szerint 1860. november 6-án, kedden tartották. A négy jelölt közül a republikánus Abraham Lincoln nyert, legyőzve John C. Breckinridge-t, John Bellt és Stephen A. Douglas-t. Lincoln északi támogatással szerzett győzelme egy jelentős amerikai történelmi időszak kezdőpontja volt, miután nem sokkal később több déli állam is kivált az unióból, és elkezdődött az amerikai polgárháború.
Az Egyesült Államok az 1850-es években megosztottá vált, elsősorban a rabszolgaság nyugati területekre való kiterjesztése miatt. Ráadásul a megalkuvást nem tűrő, rabszolgaságpárti elemek összecsaptak a kompromisszumot támogatókkal; ez négy fő pártot hozott létre az 1860-as választásokon, mindegyiknek saját elnökjelöltjével. A hivatalban lévő elnök, James Buchanan, akárcsak elődje, Franklin Pierce, északi demokrata volt, déli szimpátiával. Buchanan hajthatatlanul megígérte, hogy nem pályázik az újraválasztásra.
Az 1850-es évek közepétől a rabszolgaságellenes Republikánus Párt jelentős politikai erővé vált, amelyet leginkább az északi szavazói ellenállást hozó Kansas–Nebraska-törvény és a Legfelsőbb Bíróság 1857-es Dred Scott kontra Sandford ügyben hozott döntése okozott. Az 1860-as chicagói republikánus nemzeti gyűlésen Abraham Lincolnt választották, aki korábban egy mandátumot töltött be whig párti képviselőként Illinois-ból. Kampányában azt ígérte, hogy nem avatkozik be a déli rabszolgaságba, de ellenezte a rabszolgaság kiterjesztését a területekre.
Ez volt az első választás, amelyet egy republikánus nyert. Lincoln tíz államból nem kapott szavazatott, mivel nem adtak ki szavazólapokat, amelyeken a jelölt neve szerepelt volna, így a lehetséges 303 elektori szavazat egyötödét meg se kaphatta volna.

## Jelölések

### Republikánus Párt
| A Republikánus Párt jelöltjei, 1860 |                                        |
| Abraham Lincoln                     | Hannibal Hamlin                        |
| elnökjelölt                         | alelnökjelölt                          |
|                                     |                                        |
| Illinois képviselője (1847–1849)    | Maine szenátora (1848–1857, 1857-1861) |

### (Északi) Demokrata Párt
| A Demokrata Párt jelöltjei, 1860 |                                 |
| Stephen A. Douglas               | Herschel V. Johnson             |
| elnökjelölt                      | alelnökjelölt                   |
|                                  |                                 |
| Illinois szenátora (1847–1861)   | Georgia kormányzója (1853–1857) |

### Déli Demokrata Párt
| A Déli Demokrata Párt jelöltjei, 1860    |                              |
| John C. Breckinridge                     | Joseph Lane                  |
| elnökjelölt                              | alelnökjelölt                |
|                                          |                              |
| Az Egyesült Államok alelnöke (1857–1861) | Oregon szenátora (1859–1861) |

### Alkotmányos Unió Párt
| Az Alkotmányos Unió Párt jelöltjei, 1860 |                                     |
| John Bell                                | Edward Everett                      |
| elnökjelölt                              | alelnökjelölt                       |
|                                          |                                     |
| Tennessee szenátora (1847–1859)          | Massachusetts szenátora (1853–1854) |